# Liste des aires d'attraction de la Nouvelle-Aquitaine ayant plus de 20 000 emplois
Cet article présente la liste des aires d'attraction de la Nouvelle-Aquitaine ayant plus de 20 000 emplois.

## Préambule
Cette liste présente les 21 aires d'attraction des villes de la Nouvelle-Aquitaine ayant plus de 20 000 emplois en 2021, enquête statistique menée par les services de l'INSEE. Elle fait figurer le nombre d'emplois en 2021 avec l'évolution du nombre des emplois en variation relatives entre 2015 et 2021, le pourcentage de l'emploi salarié, celui du taux d'activité des 15-65 ans et le taux de chômage en 2021.
La Nouvelle-Aquitaine accumule 2 440 680 emplois en 2021. Les 21 aires d'attraction de la région qui comptent plus de 20 000 emplois cumulent les 3/4 avec un taux de 75,1 % de l'emploi régional dont 25,3 pour l'aire d'attraction de Bordeaux. Les 5 autres aires d'attraction (Limoges,  Bayonne,  Poitiers,  Pau et La Rochelle) concentrent 23,8 de l'emploi régional en 2021. Ainsi les 6 premières aires d'attraction de la Nouvelle-Aquitaine, celles qui comptent plus de 200 000 habitants, concentrent près  de la moitié des emplois de la région avec un taux de 49,1 % en 2021.
Cette liste se calque presque sur l'ordre démographique des aires d'attraction des villes de la Nouvelle-Aquitaine en 2021. 

## Tableau des statistiques de l'emploi par Aire d'attraction des villes de la Nouvelle-Aquitaine
| Rang | Nom de l'aire d'attraction | Nombre d'emplois | Part de l'emploi salarié | Variation annuelle de l'emploi entre 2015 et 2021 | Taux d'activité en 2021 | Taux de chômage en 2021 |
| ---- | -------------------------- | ---------------- | ------------------------ | ------------------------------------------------- | ----------------------- | ----------------------- |
| 1    | Bordeaux                   | 617 808          | 85,5 %                   | + 2,1 %                                           | 78 %                    | 10,8 %                  |
| 2    | Limoges                    | 127 738          | 87,1 %                   | + 0,1 %                                           | 73 %                    | 11,5 %                  |
| 3    | Bayonne                    | 121 045          | 80,9 %                   | + 2 %                                             | 76,5 %                  | 10,4 %                  |
| 4    | Poitiers                   | 118 006          | 88,8 %                   | + 0,4 %                                           | 72 %                    | 10,5 %                  |
| 5    | Pau                        | 117 879          | 85,3 %                   | + 0,5 %                                           | 75,1 %                  | 10,8 %                  |
| 6    | La Rochelle                | 97 421           | 83,9 %                   | + 1,7 %                                           | 74,9 %                  | 11,5 %                  |
| 7    | Niort                      | 82 295           | 89,3 %                   | + 0,9 %                                           | 78,1 %                  | 8,8 %                   |
| 8    | Angoulême                  | 75 102           | 87,8 %                   | + 0,4 %                                           | 75,8 %                  | 12,5 %                  |
| 9    | Brive-la-Gaillarde         | 52 850           | 84,8 %                   | + 0,2 %                                           | 75,8 %                  | 10,4 %                  |
| 10   | Agen                       | 52 427           | 86,3 %                   | + 0,3 %                                           | 76,5 %                  | 11 %                    |
| 11   | Périgueux                  | 49 076           | 86,7 %                   | + 0,5 %                                           | 75 %                    | 11,7 %                  |
| 12   | Mont-de-Marsan             | 43 278           | 87,3 %                   | + 0,8 %                                           | 75,2 %                  | 10,5 %                  |
| 13   | Dax                        | 33 764           | 83,1 %                   | + 0,8 %                                           | 76,2 %                  | 11,9 %                  |
| 14   | Châtellerault              | 30 283           | 88,6 %                   | - 0,0 %                                           | 74,4 %                  | 12,7 %                  |
| 15   | Saintes                    | 29 915           | 84 %                     | + 0,3 %                                           | 76,1 %                  | 11,4 %                  |
| 16   | Libourne                   | 29 535           | 84,8 %                   | + 05 %                                            | 75,2 %                  | 14,3 %                  |
| 17   | Cognac                     | 29 297           | 86,8 %                   | + 0,9 %                                           | 77,6 %                  | 10,4 %                  |
| 18   | Bergerac                   | 26 997           | 80,4 %                   | + 0,2 %                                           | 73,5 %                  | 12,8 %                  |
| 19   | Rochefort                  | 26 480           | 86,1 %                   | + 0,6 %                                           | 76,1 %                  | 13,4 %                  |
| 20   | Royan                      | 22 688           | 76,9 %                   | + 04 %                                            | 72,9 %                  | 14,5 %                  |
| 21   | Villeneuve-sur-Lot         | 21 591           | 82,5 %                   | + 0,4 %                                           | 72,9 %                  | 13,8 %                  |